# محاري مبيض
محاري مبيض (الاسم العلمي: Pleurotus albidus) هو نوع من الفطريات يتبع جنس المحاري من فصيلة المحارية.